# Bàsquet Manresa
Maillots
Le Bàsquet Manresa est un club de basket-ball espagnol basé dans la ville de Manresa (province de Barcelone, Catalogne). Le club évolue en Liga ACB, la première division du championnat d'Espagne.

## Historique
À la fin de la saison 2016-2017, le club est relégué en LEB Oro, la seconde division espagnole. Le club remonte en première division à l'issue de la saison 2018-2019.

## Autres noms
Plusieurs sponsors ont, au fil des ans, accolé leur nom à celui du Bàsquet Manresa. Ainsi on a connu le club sous le nom de:
- 1967-1971 : Manresa K'ans
- 1971-1977 : Manresa La Casera
- 1977-1979 : Icab Manresa
- 1979-1980 : Marlboro Manresa
- 1981-1982 : Caixa Manresa
- 1982-1983 : Seguros Velázquez Manresa
- 1983-1984 : Ebro Manresa
- 1984-1985 : Caixa Manresa
- 1985-2000 : TDK Manresa
- 2000-2002 : Minorisa.net Manresa
- 2002-2009 : Ricoh Manresa
- 2009-2010 : Suzuki Manresa
- 2010-2012 : Assignia Manresa
- 2013-2014 : La Bruixa d'Or
- 2014-2015 : La Bruixa d'Or Manresa
- 2015-2018 : ICL Manresa
- 2018- : Baxi Manresa

## Palmarès
- Liga ACB: 1998
- Coupe du Roi : 1996
- Ligue des champions : finaliste en 2022.

## Entraîneurs
- 1970-1977 :  Antoni Serra
- 1986-1987 ou 1988 :  Juan María Gavaldá
- 1990-1994 :  Pedro Martínez
- 1994-1997 :  Salva Maldonado
- 1997-1999 :  Luis Casimiro
- 1999-2000 :  Manel Comas
- 2001-2005 :  Ricard Casas
- 2005-janv. 2006 :  Xavi García
- Janv.-déc. 2006 :  Óscar Quintana
- Déc. 2006-2013 :  Jaume Ponsarnau
- 2013-2014 :  Borja Comenge
- 2014-2015 :  Pedro Martínez
- 2015-2017 :  Ibon Navarro
- 2017-avr. 2018 :  Aleix Duran
- Avr.-juin 2018 :  Diego Ocampo
- 2018-2019 :  Joan Peñarroya
- 2019-2024 :  Pedro Martínez
- 2024- :  Diego Ocampo

## Joueurs célèbres ou marquants
- Kenny Simpson
- Roger Esteller
- Marcus Eriksson
- George Gervin
- Philip Ricci
- Serge Ibaka
- Andrés Nocioni
- Harper Williams
- Justin Doellman
- Darryl Monroe
- Danny Miller
- Serhiy Hladyr
- Marc García
- Brancou Badio